# NGC 7742
في الفهرس العام الجديد NGC 7742 هي مجرة لولبية تقع في كوكبة بيغاسوس وهي مجرة غير عادية حيث أنها تحتوي على حلقة فقط . تم إكتشافة في عام 1993 م وايضا عام 2014. عادة هناك حاجة إلى أشرطة لإنتاج هياكل حلقية. حيث ان القوى الجاذبية تحرك الغازات حيث تشكل حلقات الا ان هذه المجرة لا يوجد شريط موجود.

## وصلات خارجية
- NGC 7217 - a face-on spiral galaxy with identical characteristics
- مجرة سومبريرو - a similar galaxy with a dust ring